# Maryline Salvetat
Maryline Salvetat (Castres, 11 agosto 1974) è una ciclocrossista, ciclista su strada e mountain biker francese, campionessa del mondo di ciclocross nel 2007.

## Carriera
A inizio carriera vinse due titoli francesi Juniores di ciclismo su strada (1991 e 1992). Su strada fece suo anche un Grand Prix de France nel 1996, si classificò inoltre seconda alla Chrono des Nations nel 1996 e nel 1997 e terza nel 1994. Nel 2006 vinse il Trophée des Grimpeurs e l'anno dopo divenne campionessa nazionale Elite a cronometro; nel 2008 rappresentò quindi il suo paese nelle prove su strada dei Giochi olimpici di Pechino.
Nel ciclocross vinse il titolo nazionale nel 2002, 2004, 2005 e 2009. Nel 2004 vinse la medaglia d'argento ai campionati del mondo dietro alla connazionale Laurence Leboucher e nel 2007, approfittando di alcuni problemi della favorita, la tedesca Hanka Kupfernagel, si aggiudicò a sorpresa l'oro mondiale a Hooglede (Belgio) battendo la statunitense Katie Compton e ancora Laurence Leboucher. Vinse anche quattro medaglie ai campionati europei di specialità, tre argenti e un bronzo.
Ha concluso l'attività al termine della stagione ciclocrossistica 2008-2009.

## Palmarès

### Strada
- 1991

Campionati francesi, Prova in linea Juniores
1ª tappa Flèche Gasconne
Classifica generale Flèche Gasconne
- 1992

Campionati francesi, Prova in linea Juniores
- 1996

3ª tappa Grand Prix de la Mutualité de la Haute-Garonne
Grand Prix de France
- 1997

3ª tappa Tour de la Haute-Vienne
- 1999

1ª tappa Vuelta a Navarra
Classifica generale Vuelta a Navarra
- 2000

1ª tappa Route des Vins à Fleurie
Classifica generale Route des Vins à Fleurie
- 2006

Trophée des Grimpeurs
- 2007

Campionati francesi, Prova a Cronometro Elite
2ª tappa Tour cycliste de Charente-Maritime Féminin
Classifica generale Tour cycliste de Charente-Maritime Féminin

### Ciclocross
- 2001-2002

Campionati francesi
- 2003-2004

Campionati francesi
Ciclocross di Athee-sur-Cher
Ciclocross di Sedan
Ciclocross di Liévin
- 2004-2005

Campionati francesi
Ciclocross di Bollène
Ciclocross di Sedan
Ciclocross di Lons-le-Saunier
- 2005-2006

Ciclocross di Athée-sur-Cher
Cyclo-cross de Nommay (Nommay)
- 2006-2007

Campionati del mondo (Hooglede-Gits)
Campionati francesi
Grand Prix du Nouvel-An (Pétange)
- 2007-2008

Ciclocross di Sarrebourg
Ciclocross di Hofstade
Grand Prix du Nouvel-An (Pétange)
- 2008-2009

Ciclocross di Saint-Salvy-de-la-Balme
Campionati francesi

## Piazzameneti

### Competizioni mondiali
- Campionati del mondo di ciclocross

Tábor 2001 - Elite: 19ª
Zolder 2002 - Elite: 19ª
Monopoli 2003 - Elite: 7ª
Pontchâteau 2004 - Elite: 2ª
Sankt Wendel 2005 - Elite: 5ª
Zeddam 2006 - Elite: 6ª
Hooglede-Gits 2007 - Elite: vincitrice
Treviso 2008 - Elite: 5ª
Hoogerheide 2009 - Elite: 10ª
- Campionati del mondo di ciclismo su strada

Middlesbrough 1990 - In linea Juniors: 8ª
Olimpia 1992 - In linea Juniors: 4ª
Salisburgo 2006 - In linea Elite: 43ª
Stoccarda 2007 - In linea Elite: 11ª
Stoccarda 2007 - Cronometro Elite: 19ª
Varese 2008 - In linea Elite: 20ª
- Giochi olimpici

Pechino 2008 - In linea: 13ª
Pechino 2008 - Cronometro: 20ª

## Riconoscimenti
- Premio Monique Berlioux dell'Accademia dello Sport nel 2007